# Pseudimbrasia deyrollei
Pseudimbrasia deyrollei is een vlinder uit de familie nachtpauwogen (Saturniidae), onderfamilie Saturniinae.
De wetenschappelijke naam van de soort is voor het eerst geldig gepubliceerd door Thomson in 1858.